# Teatro de Ópera del Jedive
La Ópera del Jedive o la Ópera Real (en árabe: دار الأوبرا الخديوية / ALA-LC: Dār Awbirā al-Khudaywī) fue un teatro de ópera en El Cairo, Egipto, el más antiguo de toda África. Se inauguró el 1 de noviembre de 1869 y se incendió el 28 de octubre de 1971.

## Historia
El teatro se construyó por orden del jedive Ismail Pachá para celebrar la apertura del Canal de Suez. Los arquitectos Pietro Avoscani (de Livorno) y Rossi diseñaron el edificio. Tenía aproximadamente 850 asientos y realizado principalmente de madera. Estaba ubicado entre los distritos de Azbakeya e Ismailía en la capital de Egipto.
Para la primera presentación abierta al público, el 1 de noviembre de 1869, se eligió la ópera Rigoletto de Giuseppe Verdi. Ismail Pachá tuvo en mente para la inauguración una representación con un arreglo muy lujoso. Tras sucesivos aplazamientos y retrasos debidos a la guerra franco-prusiana, el estreno de otra ópera de Verdi, Aida, dirigida por Giovanni Bottesini, se realizó el 24 de diciembre de 1871. En la temporada 1871/1872, la ópera fue representada 16 veces, y no abandonó el escenario hasta la última temporada. La obra fue un triunfo para el compositor y el punto más alto del apogeo de la Ópera del Jedive. 

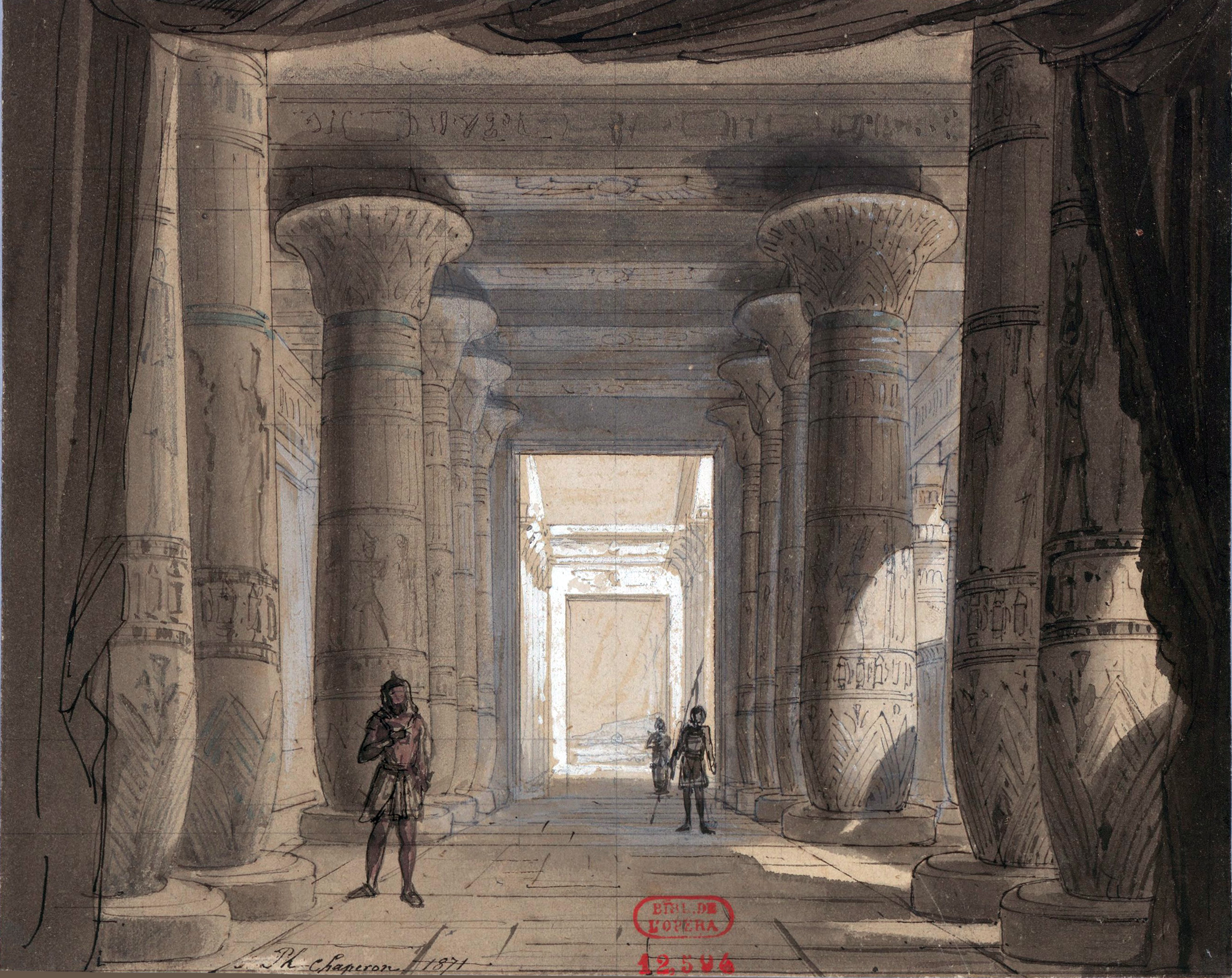
Diseño de escenario para el cuadro 2 del Acto 1 ("Templo de Vulcano") de la ópera Aida de Verdi, que se realizó por primera vez en la Ópera del Jedive el 24 de diciembre de 1871.
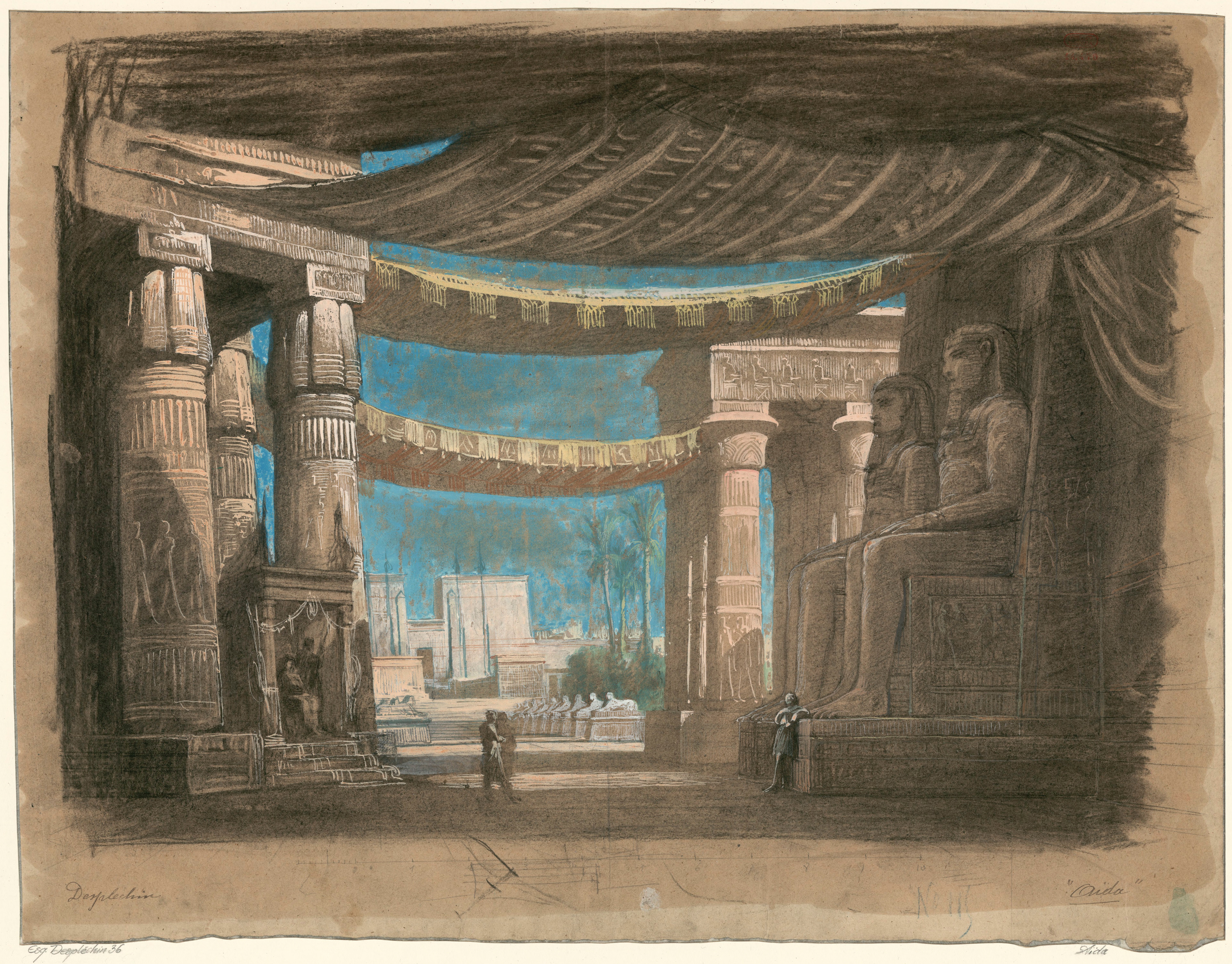
Diseño de escenografía para el cuadro 2 del Acto 2 ("Entrada a Tebas") del estreno de la ópera Aida.

En la temporada 1876/1877, se realizaron 80 representaciones, después de lo cual el teatro cerró debido a la imposibilidad de subvencionarse: los precios del algodón se desplomaron y Egipto estuvo al borde de la quiebra; en 1879, Ismail Pachá abdicó del trono. Hasta finales del siglo XIX, el edificio únicamente se usaba de forma ocasional como lugar para celebrar bailes, celebraciones y otros eventos únicos. Hay pruebas de que a principios del siglo XX el teatro volvió a funcionar como tal, y en él se encontraban óperas italianas y francesas.

## Incendio
En las primeras horas de la mañana del 28 de octubre de 1971, un incendio destruyó completamente el edificio. Todas las estructuras de madera fueron consumidas por el fuego y únicamente dos estatuas hechas por Mohammed Hassan sobrevivieron, siendo, más tarde ,trasladadas al jardín de la nueva Ópera de El Cairo.
En el lugar que ocupó el antiguo teatro se construyó un estacionamiento para autos, de varios pisos de altura. La plaza —al sur de la estación de metro de Al Ataba— que daba la vista del edificio, todavía se llama Opera Mīdān (en árabe egipcio, Plaza de la Ópera).

## Nuevo teatro

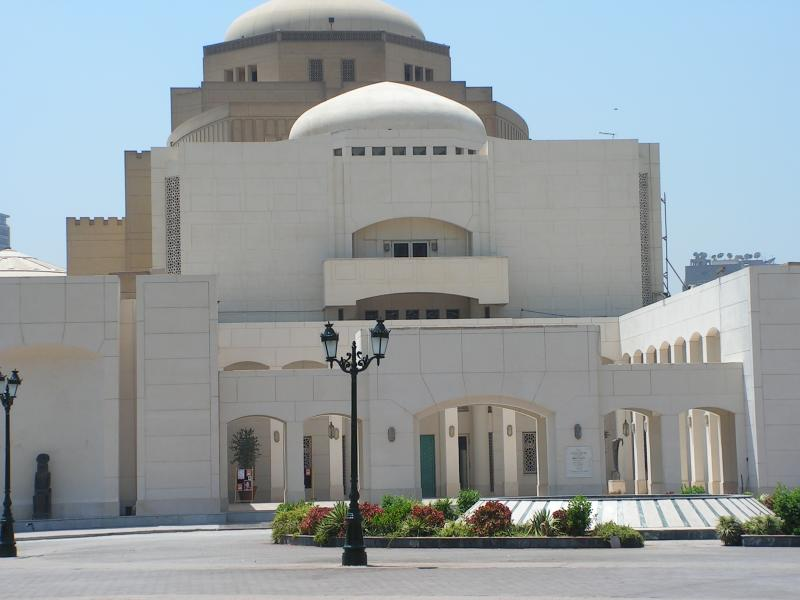
La nueva Ópera de El Cario.

Después de la destrucción del teatro original, la ciudad permaneció durante casi veinte años sin un teatro de ópera hasta la apertura del nuevo teatro de ópera el 10 de octubre de 1988, por el presidente Mohamed Hosni Moubarak y la presencia del príncipe Tomohito de Mikasa, hermano del emperador del Japón. Se encuentra situada en la parte sur de la Isla Gezira a 280 m de la torre de El Cairo. Su arquitectura se debe al diseño de un arquitecto japonés, con formas geométricas islámicas que proyectan la tradición de «mashrabiyyas» o puertas talladas.